# Lungomare di Pescara

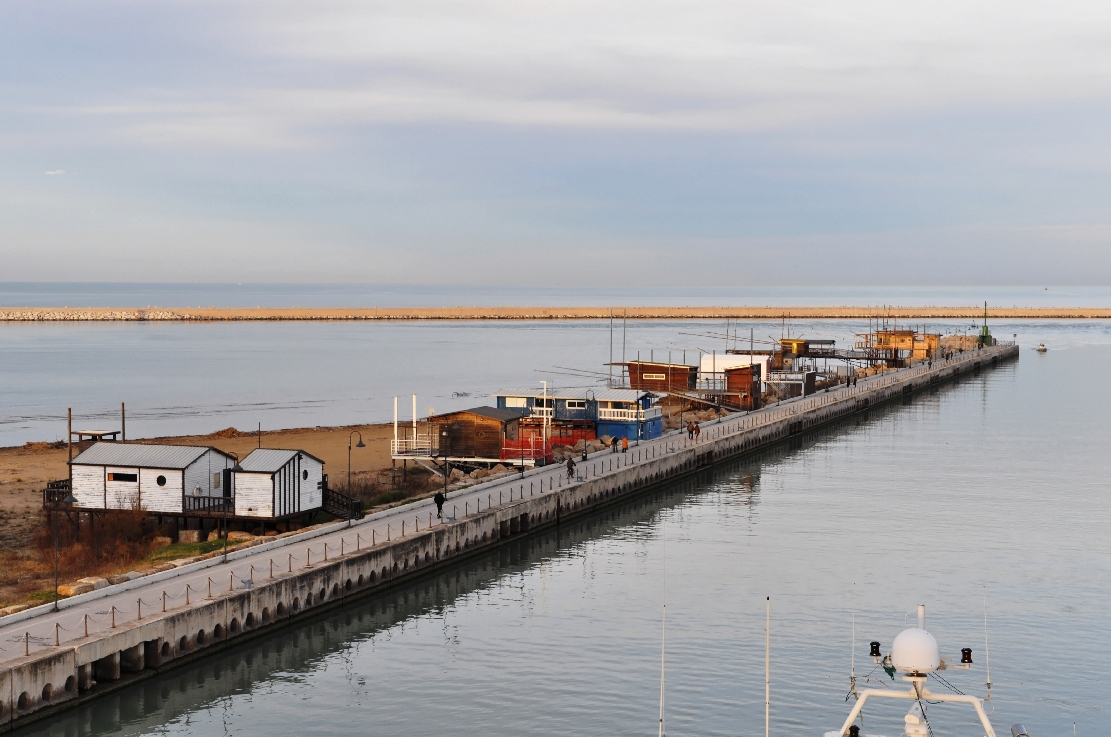
I trabocchi sul molo nord

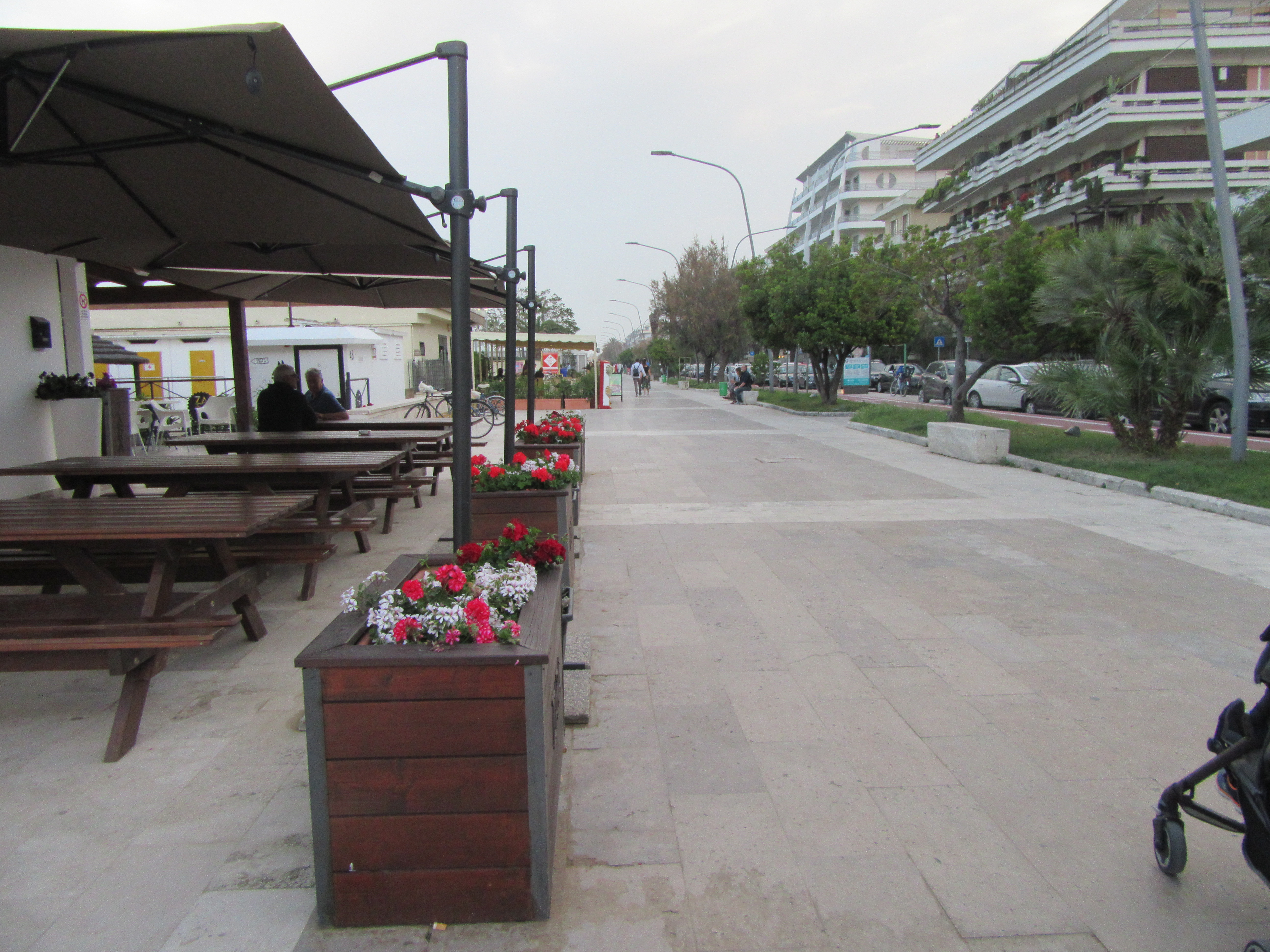
Lungomare Matteotti sulla riviera nord

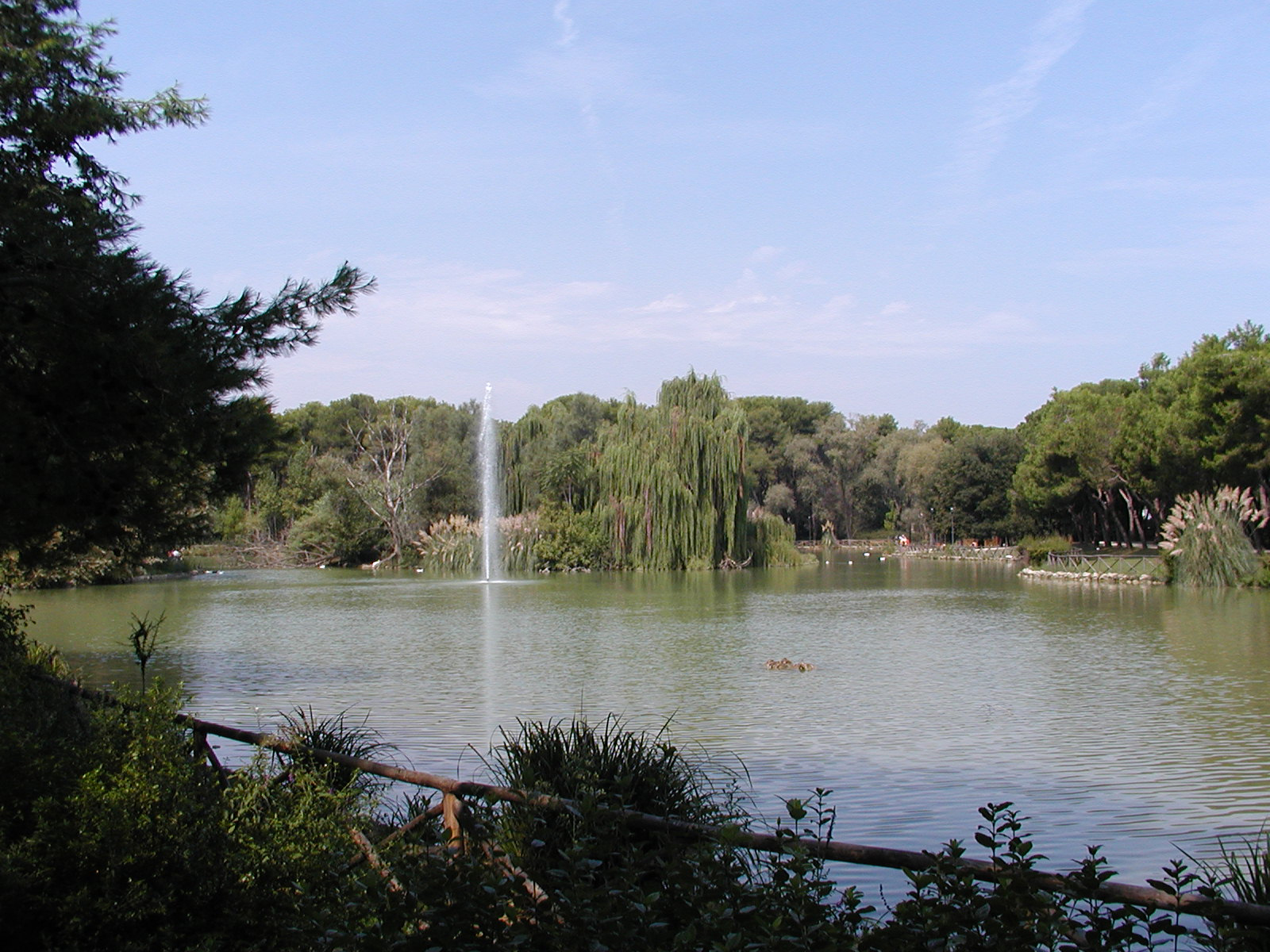
Pineta Dannunziana

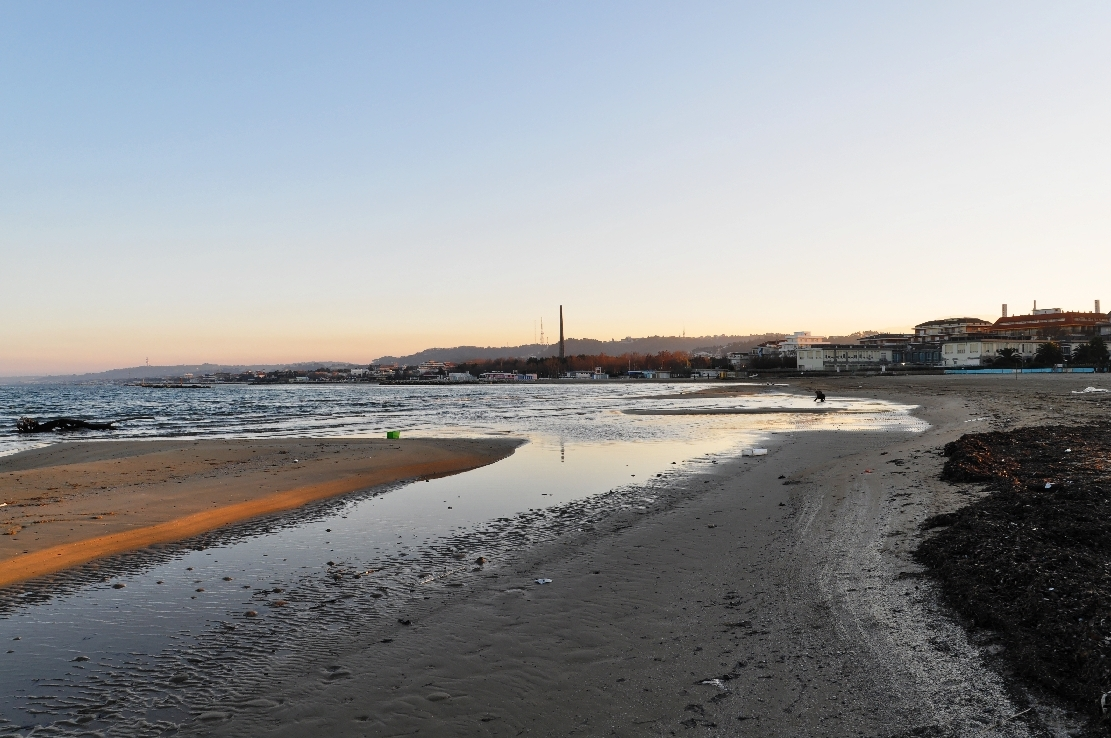
La riviera sud, e sullo sfondo l'obelisco del Teatro D'Annunzio

Il lungomare di Pescara è un lungo viale alberato di circa dieci chilometri che costeggia il mare Adriatico nella città abruzzese. Diviso dal fiume Pescara nelle due riviere nord e sud, è attraversato interamente dalla ciclovia Adriatica, che supera il fiume tramite il ponte del Mare.

## Storia

### Riviera di Castellammare
La riviera nord di Pescara, che dal 1808 al 1927 ricadeva nel comune di Castellammare Adriatico, ha vissuto a partire dal tardo Ottocento uno sviluppo vorticoso, che ha velocemente votato Castellammare all'offerta turistica estiva, seguita negli anni '20 anche dal comune di Pescara e ancor di più negli anni a seguire con lo sviluppo del quartiere Pineta. Castellammare nasceva come borgo collinare prima del trasferimento della sede municipale sulla riviera ad opera di Leopoldo Muzii (1881), ed aveva il fulcro centrale nel rione colli Madonna, e faceva parte del Distretto di Penne nell'Abruzzo Ulteriore primo, con capoluogo Teramo. In un documento del 1863 la riviera castellammarese veniva descritta come deserta, con vasti arenili ed il modesto villaggio del borgo marino sulla riva del fiume, ancora oggi in parte esistente, abitato dai pescatori.
In seguito alla conclusione dei lavori per l'arrivo della ferrovia adriatica nel 1862-63, con lo scalo collocato nell'attuale piazza Repubblica, il sindaco Leopoldo Muzii appena eletto trasferì la sede municipale nella nuova sede di viale Bovio, ed avviò un vasto programma che comprendeva la bonifica delle paludi circostanti, la costruzione della rete fognaria e dell'acquedotto e forti incentivi per l'urbanizzazione della costa, e presto Castellammare si dotò di uno slargo per il mercato, presso la parrocchia del Sacro Cuore, avviata a costruzione nel 1886. In questo periodo si era ormai esteso fino a mare il viale di corso Umberto I, e così Castellammare poté avviare l'offerta turistica con la nascita nell'arteria di alberghi e i caffè e la costruzione del Padiglione marino sulla spiaggia, primo stabilimento balneare cittadino. Il padiglione venne inaugurato Il 1 agosto 1887, e presto divenne il simbolo della Castellammare turistica e balneare, progettato e realizzato in 19 giorni da Edgardo Guzzo. Nel 1922 fu demolito e sostituito dal teatro Pomponi, in quella che allora era piazza Crispi (oggi I Maggio). L'edificio era una costruzione eclettica in stile liberty, come i palazzi che popolavano la nuova Castellammare, ed era dotato di caffè, camera di riposo, arredi necessari per le pratiche balneari, teatro e ristorante.
In quegli anni, lo stesso Gabriele D'Annunzio ricorda che il sindaco Muzii volle costruire il club estivo per le feste e i balli, che nel 1888 finanziò un cartellone di eventi con palloni aerostatici, fuochi artificiali ed illuminazione della spiaggia; nel 1890 l'impegno fu sostenuto dall'amministrazione comunale, ingaggiando anche il complesso bandistico del comune di Pianella. Nel 1922 Teofilo Pomponi volle profondamente rinnovare il padiglione, rimpiazzandolo con l'edificio monumentale del teatro, che dopo la seconda guerra mondiale cadde in degrado e venne infine demolito nel 1963.
Tra gli stabilimenti storici della riviera di Castellammare, di cui è possibile ammirare anche fotografie storiche, si ricordano la Sirena in stile liberty, con torretta di guardia del bagnino, i bagni Nettuno e Venere e lo stabilimento Asteria.

### Riviera di Portanuova e prima guerra mondiale
Mentre Castellammare cresceva e si sviluppava a ritmi frenetici, il centro della vecchia Pescara, ancora semi-racchiuso nella storica fortezza spagnola, tardò molto a svilupparsi urbanisticamente, senza sviluppare alcuna attrattiva turistica. Nei primi anni del '900 l'amministrazione decise di estendere la città a sud, lungo l'asse di viale D'Annunzio, arrivando fino alla palude della Pineta, bonificata in quel periodo. Il nuovo quartiere residenziale della pineta venne progettato sul modello tardo ottocentesco di città giardino, con caratteristici villini in stile eclettico, liberty, neoclassico e moresco, ancora oggi esistenti. Mentre gli architetti Camillo Michetti, Paolo De Cecco e Antonino Liberi si prendevano cura del progetto delle ville e della parrocchia neoromanica di Santa Maria Stella Maris, veniva completato, con grande sforzo di concertazione fra i due comuni pescaresi, anche il nuovo porto canale alla foce del fiume.
L'edificio simbolo della pineta di Pescara è il Kursaal di Pomilio, oggi detto "ex-Aurum": l'edificio, in origine caffè e stabilimento balneare ma in seguito anche adibito a liquorificio, è oggi una sala espositiva per convegni ed eventi culturali; anche l'arenile del cosiddetto "Marevecchio", che comprendeva tutta la riviera sud dal fiume fino alla pineta, iniziò ad essere frequentato come quello di Castellammare, anche se il turismo di massa arrivò solamente nel secondo dopoguerra. Il quartiere della pineta faticava a svilupparsi al livello turistico, subendo la concorrenza delle confinanti e più attrezzate Castellammare Francavilla al Mare; infatti anche quest'ultima in quegli anni stava uscendo dagli storici confini delle mura di San Franco, per svilupparsi a mare con la costruzione del simbolico Kursaal Sirena.
La prima guerra mondiale impose un brusco e temporaneo arresto al turismo pescarese, poiché l'aviazione austriaca effettuò dei bombardamenti sul comune di Castellammare, danneggiando l'area della stazione centrale e di corso Vittorio Emanuele II. La stagione riprese immediatamente, ed ebbe un ulteriore rapido sviluppo quando Pescara e Castellammare entrarono negli interessi del regime fascista, che nel 1927 ne decise la unificazione in un solo comune capoluogo dell'omonima provincia. In quegli anni il tradizionale costume in tuta integrale subì in tutto il Paese continue evoluzioni, e comparvero i primi ombrelloni da spiaggia; la riviera Castellammarese e di Portanuova divennero una cosa sola, anche se fu la riviera nord a mantenere il ruolo centrale. Nel 1933 si contavano in città un numero di stabilimenti, alberghi e cinema, inclusi la pineta ed il giardino pubblico con i campi da tennis in piazza Crispi (oggi I Maggio).

### Seconda guerra mondiale e ricostruzione
Negli anni 30 si consolidò il ruolo di Pescara come località balneare principale d'Abruzzo. Durante la seconda guerra mondiale, il 31 agosto 1943 alle 13:30 un gruppo di aerei alleati effettuò sulla zona del lungomare e di corso Umberto I un bombardamento a tappeto senza avvertimento, provocando estese distruzioni e centinaia di morti. L'attività turistica di Pescara, che fino a tutta l'estate del '43 procedette regolarmente, subì immediatamente un brusco e lungo arresto, con i frequenti bombardamenti che proseguirono a cadenza regolare dal 14 settembre fino alla fine dell'anno, distruggendo la maggior parte del centro abitato, e con i tedeschi che imposero il coprifuoco ed oltre al rastrellamento di uomini per la costruzione delle difese requisirono monumenti bronzei della città, oggetti preziosi, bestiame e cibo, sino ad abbandonare Pescara nel 1944, dopo aver fatto saltare in aria la torre comunale ed il ponte Littorio.
Alla fine del conflitto Pescara era ridotta in macerie, con pochissime strutture uscite indenni dalla guerra.
L'attività turistica riprese solo negli anni '50, con la ricostruzione della città, degli stabilimenti balneari e del lungomare su progetto di Luigi Piccinato, che ideò a poca distanza da piazza I Maggio la piazza della Rinascita, detta in seguito "Salotto", futuro centro della città.

Nell'estate del 1959 l'autore Pier Paolo Pasolini visitò la città, pubblicando un reportage sulla rivista "Successo" decantandone il lungomare: 
“Pescara è splendida. Credo sia l’unico caso di città, di vera e propria città, che esista totalmente in quanto città balneare. I pescaresi ne sono fieri. Giungo all’ora del tramonto, della grande, frenetica passeggiata prima di cena. Chiedo a un uomo anziano dov’è un albergo. Lui si fa in quattro, vuol salire sulla macchina, col figlio, per accompagnarmi. Mi dice subito: ‘Eh anche lei come tutti, vedrà! Quando uno viene una volta sulla spiaggia di Pescara, ci ritorna! Ecco, vede, adesso va fino in fondo a questa strada. Prima della rotonda c’è un’aiuola, dove è segnata con fiori la data di oggi’. E’ commosso, di fronte a tanta grazia, a tanto lusso. Sì, infatti, ecco lì dei fiori rossi e viola a segnare la data di oggi, uno dei grandi giorni dell’estate, della città. Il lungomare è un fiume di gente, elegante, bella, abbronzata, massiccia. Afferro al volo delle frasi, nel frastuono del passeggio. Ecco un romanetto tosato come Caligola: ‘…s’è fatta il padre, poi un fratello, e poi gli altri tre fratelli…’. E un veneto, in compagnia di amici e di ragazze: ‘Sapete perché i galli, quando cantano, tirano il collo?’. E una signora, probabilmente milanese: ‘Non so, magari in America, in Australia…’."
La citazione è ad oggi riportata sul muretto nei pressi della Fontana la Nave (Nave di Cascella), ad opera dell'artista Nuzzi.

## Descrizione
- Viale Primo Vere: è il lungomare che dal confine con Francavilla giunge fino alla pineta, all'altezza del teatro D'Annunzio. Il lungomare, dotato di pista ciclabile, ha un aspetto moderno, con giardini e nuove costruzioni, che una volta attraversato il torrente Vallelunga cambia però rapidamente, attraversando la zona liberty del quartiere Pineta con gli storici villini. L'arenile mostra delle dune miste a macchia mediterranea, conservato nonostante la costruzione degli stabilimenti.

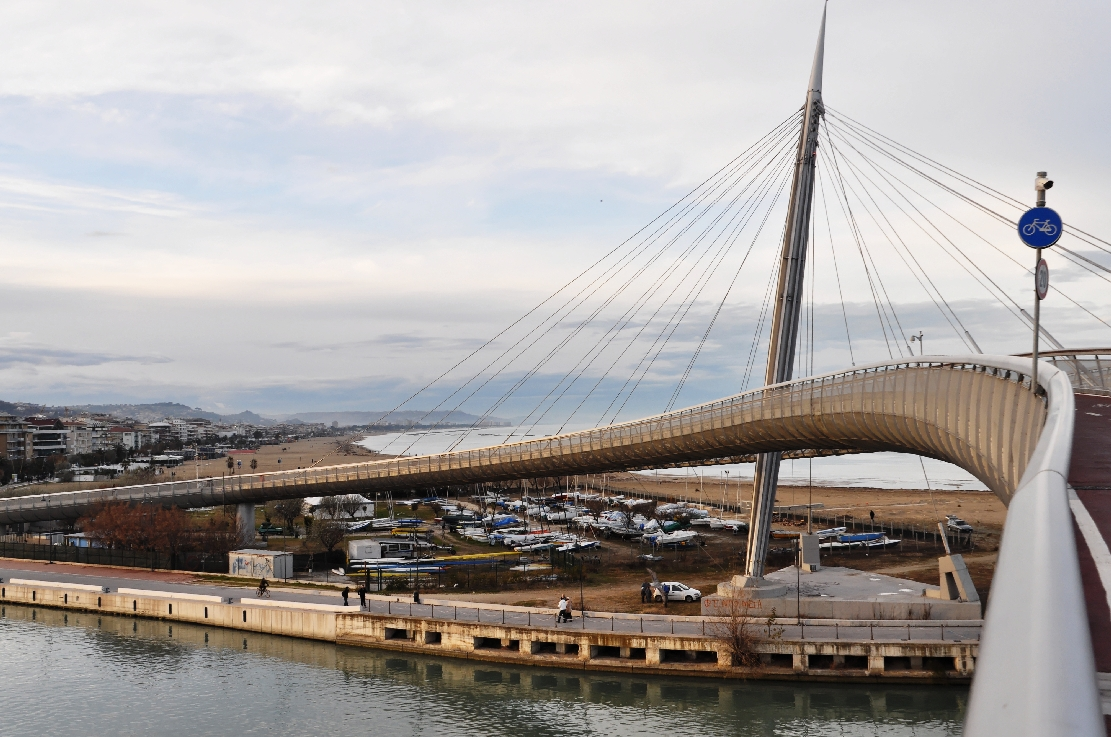
Ponte del Mare

- Lungomare Cristoforo Colombo: il viale, che proseguendo il percorso di viale Primo Vere parte dalla pineta per raggiungere il fiume, è stato recentemente ridisegnato, con una nuova pavimentazione che ha ristretto la carreggiata riservata alle automobili per privilegiare la larghezza dei marciapiede, dotandolo anche di una pista ciclabile e nuovo arredo urbano. Alla foce del fiume è stato costruito alla fine degli anni '80 il porto turistico "Marina di Pescara", che oltre all'attività diportistica ospita eventi, esposizioni e mostre culturali.
- Lungomare Giacomo Matteotti: partendo da via Paolucci, il lungofiume Nord, costeggia la costa fino a largo Mediterraneo. Nella piazza dal 1987 sorge la scultura della Fontana la Nave di Cascella. Prima della guerra lo slargo ospitava il monumento ai caduti, divenuto negli anni '60 un giardino con una meridiana che segnava le ore, e i giorni dell'anno. L'aspetto della riviera si è evoluto costantemente nel tempo, con la costruzione di diversi palazzi residenziali come il recente Palazzo "La vela" degli anni 2000; la pista ciclabile del lungomare Matteotti, fra le prime realizzate in città negli anni '90, è stata recentemente ampliata ed adeguata alle nuove normative.
- Viale della Riviera: partendo da piazza I Maggio, costeggia il mare fino a confluire nella riviera di Montesilvano. Si tratta, come per il resto del lungomare, di un largo viale alberato, diviso però in due tronconi di aspetto e stile molto diversi: da piazza I Maggio fino alla rotonda Paolucci, la zona centrale di tutto il lungomare pescarese, i numerosi storici villini liberty si affacciano su un elegante viale in marmo bianco di Carrara[5] decorato con numerosi mosaici ed altri arredi di pregio, mentre dalla rotonda Paolucci fino al confine con Montesilvano ha un aspetto più moderno e scanzonato (definita "riviera young" dall'amministrazione comunale[6]), più affine allo stile moderno degli edifici della zona e alla notevole vita notturna gravitante intorno agli stabilimenti balneari.

### Monumenti
- Fontana Le Laudi (piazza Le Laudi): caratterizzata dai giochi ad acqua sulla vasca circolare che circonda il monumento, dedicato alla raccolta poetica dannunziana.
- Auditorium Ennio Flaiano e Teatro monumento Gabriele D'Annunzio: edificati a partire dal 1963, sono due complessi situati sul lungomare Colombo, all'ingresso della Pineta dannunziana, e caratterizzano lo skyline della città per il monumentale obelisco in stile egizio. Il teatro, che è all'aperto, è sede di eventi culturali e di spettacoli di autori nazionali e internazionali durante la stagione estiva.
- Fontana La Meridiana: costruita nel 2004, caratterizza il lungomare Colombo.
- Monumento ai caduti del mare: collocato all'ingresso della banchina sud del porto, commemora la marineria locale.
- Ponte del Mare: il ponte strallato, che collega le riviere nord e sud di Pescara ed inaugurato nel 2009, è stato realizzato in ferro con fusto centrale inclinato, che mediante tiranti, sorregge il percorso ricurvo, con i due camminamenti separati pedonali e ciclabili.
- Pontile dei Trabocchi: storicamente presenti su entrambi i moli del porto, i trabocchi del molo sud foruno smantellati con la costruzione del porto turistico, ed oggi i trabocchi restanti sul molo nord sono adibiti per lo più a ristoranti.
- Fontana la Nave: opera di Pietro Cascella realizzata nel 1987, fu collocata in quell'anno in largo Mediterraneo, sul lungomare Matteotti, sostituendo la precedente sistemazione dello slargo a meridiana floreale.
- Monumento a Raffaele Paolucci: mezzobusto bronzeo del medico e politico abruzzese, posto nell'omonima rotonda in viale della Riviera
- Fontana delle Naiadi: costruita contestualmente alla recente riqualificazione di viale della Riviera, è posta al confine con Montesilvano ed è caratterizzata da giochi con getti d'acqua.